# St. Jakobus (Marloffstein)

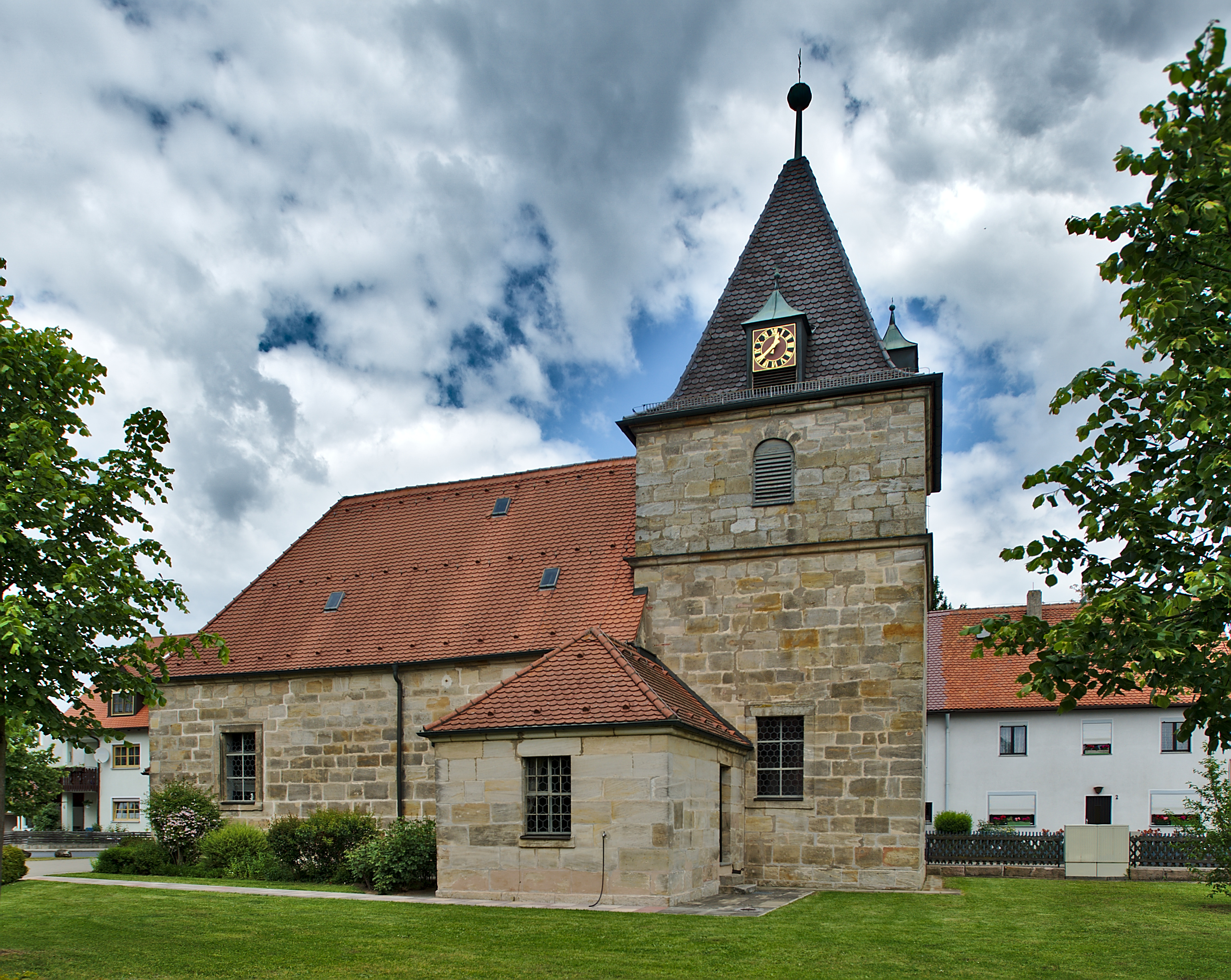
Außenansicht der Filialkirche St. Jakobus von Süden

Die römisch-katholische Filialkirche St. Jakobus in Marloffstein im mittelfränkischen Landkreis Erlangen-Höchstadt ist ein Sandsteinquaderbau mit Chorturm, der im Jahr 1812/13 errichtet wurde. Sie gehört zur Pfarrei St. Peter und Paul in Langensendelbach.

## Geschichte
Die Geschichte der Kirche ist eng mit der Geschichte der Burg Marloffstein verwoben. Als 1341 das Hochstift Bamberg unter Bischof Leopold II. von Egloffstein das Lehen gegen eine Ablösesumme wieder einzog, wurde in den Unterlagen erstmals eine zweigeschossige Burgkapelle erwähnt. Es ist also anzunehmen, dass die gotische Kapelle bereits beim Bau der Burg, welcher sicher in die Zeit vor 1300 datiert werden kann, geschaffen wurde. Nachdem 1611 in Langensendelbach ein Pfarrprovisoriums gegründet worden war, wurde die Gemeinde zunächst weiterhin von Seelsorgern aus Neunkirchen am Brand betreut. Ab 1687 lebten die Pfarrprovisoren auf der Marloffsteiner Burg, bevor 1711 das bis heute bestehende Pfarrhaus in Langensendelbach fertiggestellt wurde. Die gotische Kapelle wurde 1763 nach den Plänen des Bamberger Hofbaumeisters Johann Jakob Michael Küchel vergrößert und dem Zeitgeschmack angepasst. In diesem Zusammenhang schuf der Bamberger Hofschreiner Johann Bernhard Kamm die bis heute erhaltenen Rokoko-Altäre.
Im Zuge der Säkularisation gelangte die Schloss Marloffstein 1806 in Besitz des Erlanger Wirtschaftswissenschaftlers Michael Alexander Lips. Den Gebäudeteil mit der Kapelle wollte dieser für eine Brauerei nutzen, da mit dem Schloss auch das Braurecht verbunden war. Da die Marloffsteiner Bürger allerdings ein Nutzungsrecht für die Schlosskapelle hatten, ließ Lips in den Jahren 1812/13 in der Nähe seines Schlosses die heutige Kirche erbauen und die Rokoko-Ausstattung dorthin übertragen. Der Schlossbesitzer musste fortan die Baulast an der neuen Kirche tragen.

## Beschreibung
Der kleine, nach Osten ausgerichtete Sandsteinbauquader wird von einem massigen Chorturm über beinahe quadratischem Grundriss geprägt. Im Erdgeschoss ist der Altarraum untergebracht, in dem durch ein Gesims abgetrennten Obergeschoss der Glockenstuhl. Letzteres besitzt nach Norden, Süden und Osten hin jeweils eine rundbogige Schallöffnung. Den oberen Abschluss des Turmes bildet ein Pyramidendach mit drei kleinen, gaubenartigen Erhebungen, die jeweils ein Ziffernblatt der Turmuhr enthalten. Das rechteckige Kirchenschiff, das ein im Westen abgewalmtes Dach besitzt, ist nur unwesentlich breiter und etwa doppelt so lang wie der Chorraum. Südlich am Chorturm befindet sich ein kleiner Sakristeianbau mit Walmdach. Im Westen befindet sich eine kleine Vorhalle, die das Hauptportal enthält. Ein weiteres Portal befindet sich auf der Nordseite des Schiffs.